# Sigournais
Sigournais ist eine französische Gemeinde mit 972 Einwohnern (Stand: 1. Januar 2022) im Département Vendée in der Region Pays de la Loire. Sie gehört zum Arrondissement La Roche-sur-Yon und ist Teil des Kantons Chantonnay. Die Einwohner heißen Sigournaisiens.

## Geografie
Sigournais liegt etwa 35 Kilometer ostnordöstlich von La Roche-sur-Yon. Die Gemeinde wird im Osten vom Fluss Lay begrenzt. Umgeben wird Sigournais von den Nachbargemeinden Saint-Prouant im Norden, Monsireigne im Osten und Nordosten, Chavagnes-les-Redoux im Osten, Bazoges-en-Pareds im Südosten, Chantonnay im Süden  und Südwesten sowie Saint-Germain-de-Prinçay im Westen und Nordwesten.

## Bevölkerungsentwicklung
| Jahr                      | 1962 | 1968 | 1975 | 1982 | 1990 | 1999 | 2006 | 2013 |
| Einwohner                 | 789  | 701  | 688  | 761  | 789  | 812  | 828  | 860  |
| Quelle: Cassini und INSEE |      |      |      |      |      |      |      |      |

## Sehenswürdigkeiten

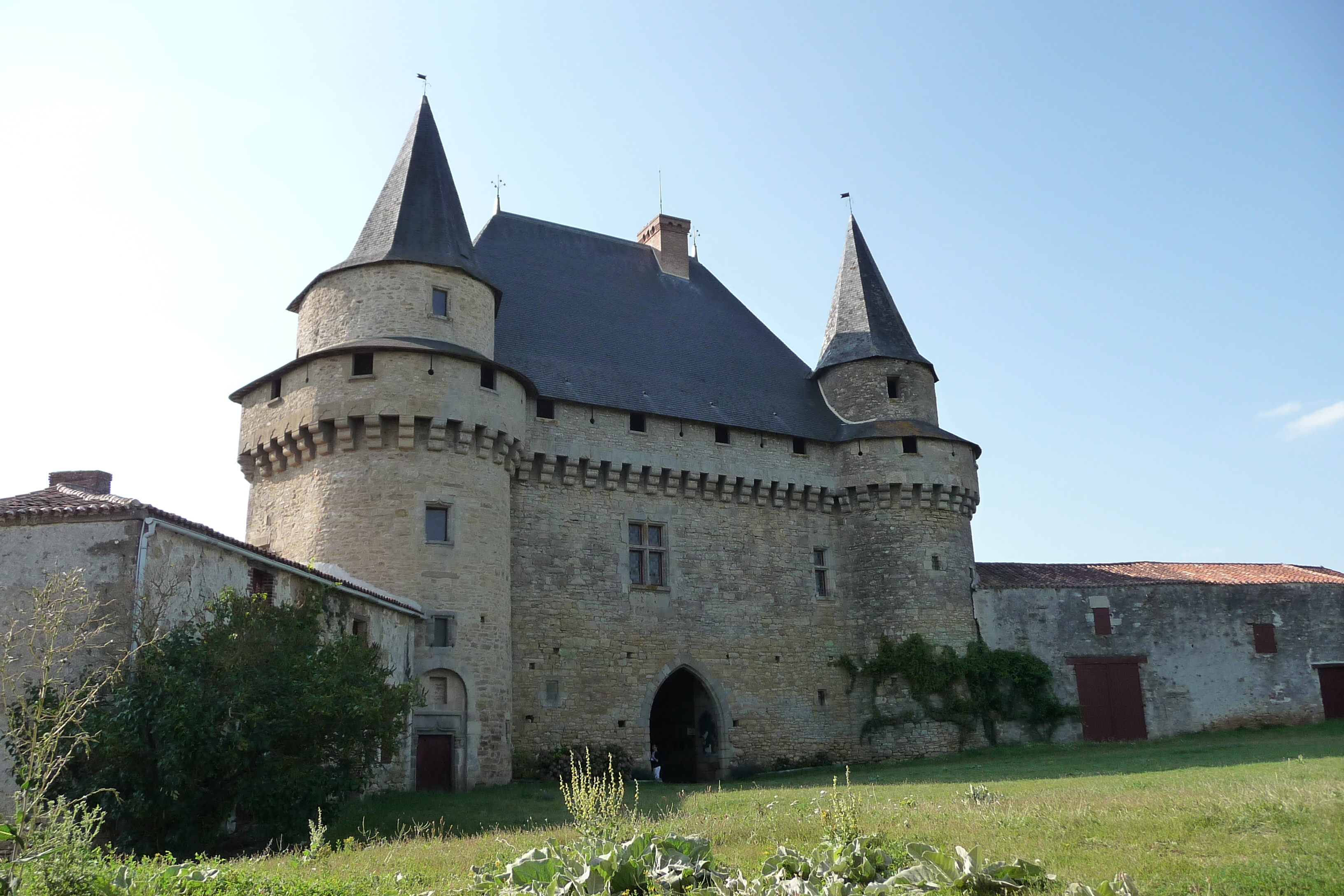
Burg Sigournais

Siehe auch: Liste der Monuments historiques in Sigournais
- Burg Sigournais, Monument historique und Schloss (Château-Neuf) Sigournais
- Domäne Jordronnière